# Magstatt-le-Haut
Magstatt-le-Haut é uma comuna francesa na região administrativa de Grande Leste, no departamento Alto Reno. Estende-se por uma área de 3,89 km². Em 2010 a comuna tinha 294 habitantes (densidade: 75,6 hab./km²).